# 岩生头嘴菊
岩生头嘴菊（学名：Cephalorrhynchus saxatilis）为菊科头嘴菊属的植物。分布于锡金、不丹、尼泊尔、缅甸、克什米尔、巴基斯坦以及中国大陆的西藏等地，生长于海拔3,500米至3,980米的地区，多生于山坡水沟边或岩石逢隙中，目前尚未由人工引种栽培。

## 异名
- Cicerbita macrorhiza (Royle) Beauv. var. saxatilis (Edgew.) Beauv.